# Pluto i Brasilien
Pluto i Brasilien (engelska: Pluto and the Armadillo) är en amerikansk animerad kortfilm med Musse Pigg och Pluto från 1943.

## Handling
Musse Pigg och Pluto mellanlandar på en resa till Brasilien. Pluto blir under vistelsen vän med en bälta, som han råkar förväxla med en boll eftersom bältdjuret ser ut som en boll när det rullar ihop sig.

## Om filmen
Filmen är den 118:e Musse Pigg-kortfilmen som producerades och den enda som lanserades år 1943.
Filmen skulle ursprungligen ha varit en del av långfilmen Saludos Amigos, men eftersom denna inte blev klar i tid för filmens biopremiär fick den släppas som separat kortfilm istället.
Filmen hade svensk premiär den 11 december 1944 på Sture-Teatern i Stockholm och ingick i kortfilmsprogrammet Kalle Anka på turné, tillsammans med de andra kortfilmerna Jan Långben som uppfinnare, Kalle Anka får punktering, Pojkarnas paradis (ej Disney), Figaro och Cleo, Kalle Anka som luftbevakare och Jan Långben ohoj.
Filmen har givits ut på VHS och DVD och finns dubbad till svenska.

## Rollista
- Walt Disney – Musse Pigg
- Pinto Colvig – Pluto
- Fred Shields – berättare[4]